# Oodini
Los oodinos (Oodini) son una tribu de coleópteros adéfagos de la familia Carabidae. 

## Géneros
Tiene las siguientes subtribus:
- Dercylina Sloane, 1923
- Geobaenina Peringuey, 1896
- Melanchitonina Jeannel, 1948
- Oodina LaFerté-Sénectére, 1851